# Leucania affinis
Leucania affinis is een vlinder uit de familie uilen (Noctuidae). De wetenschappelijke naam van deze soort is voor het eerst geldig gepubliceerd in 1929 door Georg Warnecke.
De soort komt voor in tropisch Afrika.